# Mästerrot

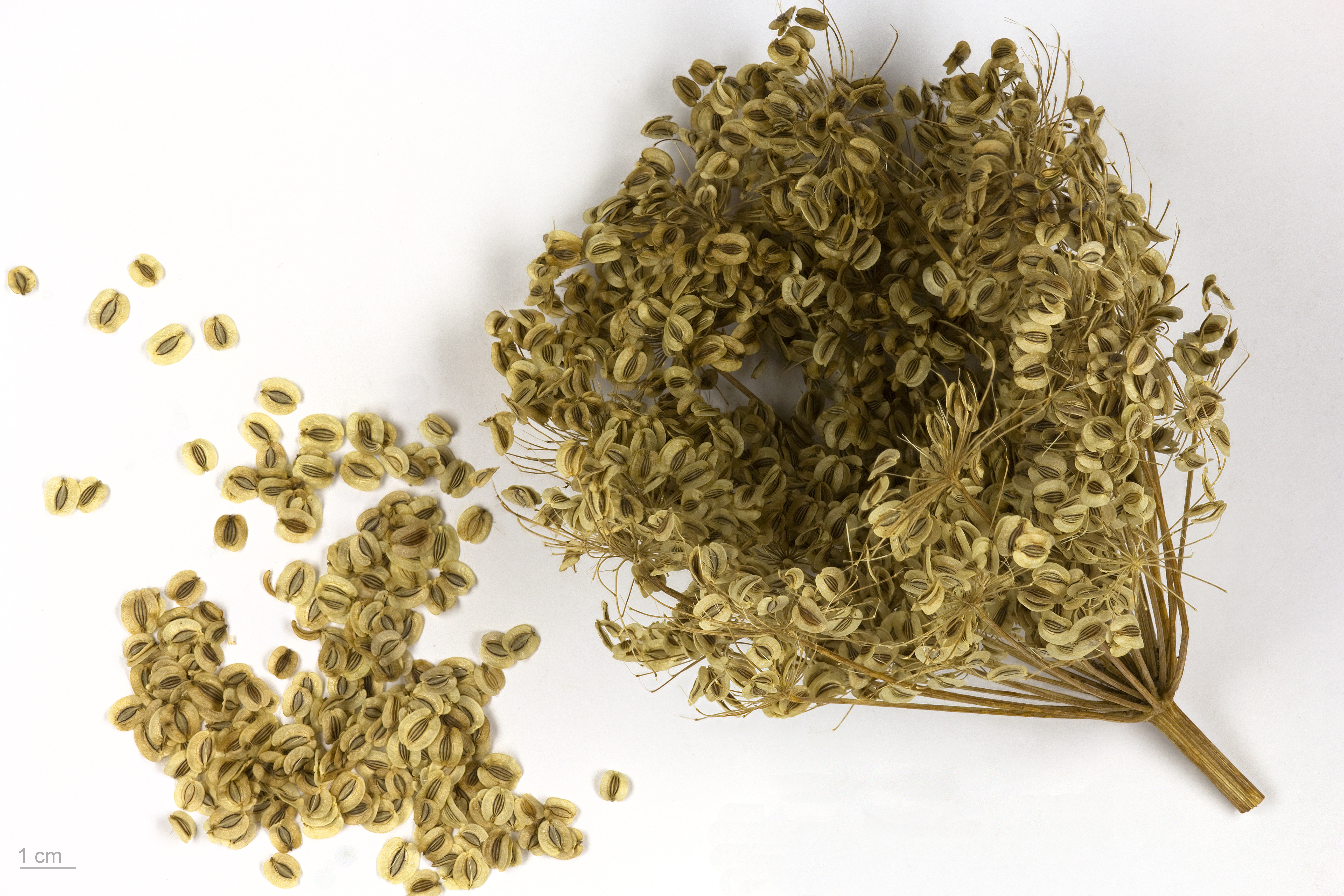
Peucedanum ostruthium

Mästerrot (Peucedanum ostruthium) är en flerårig ört med vita blommor. 

## Beskrivning
Mästerrot hör framför allt hemma i mellersta Europas bergsdalar, men förekommer även kvarstående eller naturaliserad i södra och mellersta Sverige. Mästerrotens örtstånd är tämligen högväxt, glatt, med 3-flikiga blad med sågade bladkanter. De mångstråliga blomflockarna har vita eller rödlätta blommor, och delfrukterna är platta, med vingade åsar. Under vissa år och på vissa lokaler utvecklas endast rotblad, utan stjälk. Rotstocken är tjock, med utlöpare. Lukten är starkt aromatisk och säregen, smaken skarp, stickande kryddartad, beroende på halten av flyktig olja och ett brännande skarpt ämne, imperatorin. 
Denna ört har införts och planterats av bönder i t.ex. Lima, Dalarna, utan vetenskapsmännens kännedom, redan före Linnè. När Carl von Linné fann den där på ett fäbodställe, uppfattade han den som en "ny" art och publicerade denna 1755. Mästerroten stod fortfarande kvar på fäbodar i Lima 2008.

## Medicinsk användning
Mästerroten användes förr som läkemedel mot feber och magkatarr.
Inom folkmedicinen används den främst som magtonikum, dvs. den förbättrar matsmältningen och lindrar på så sätt väderspänningar, diarréer, kramp i mage och tarmar. Använd växtdel är roten. 